# Zelfvoorzieningslandbouw

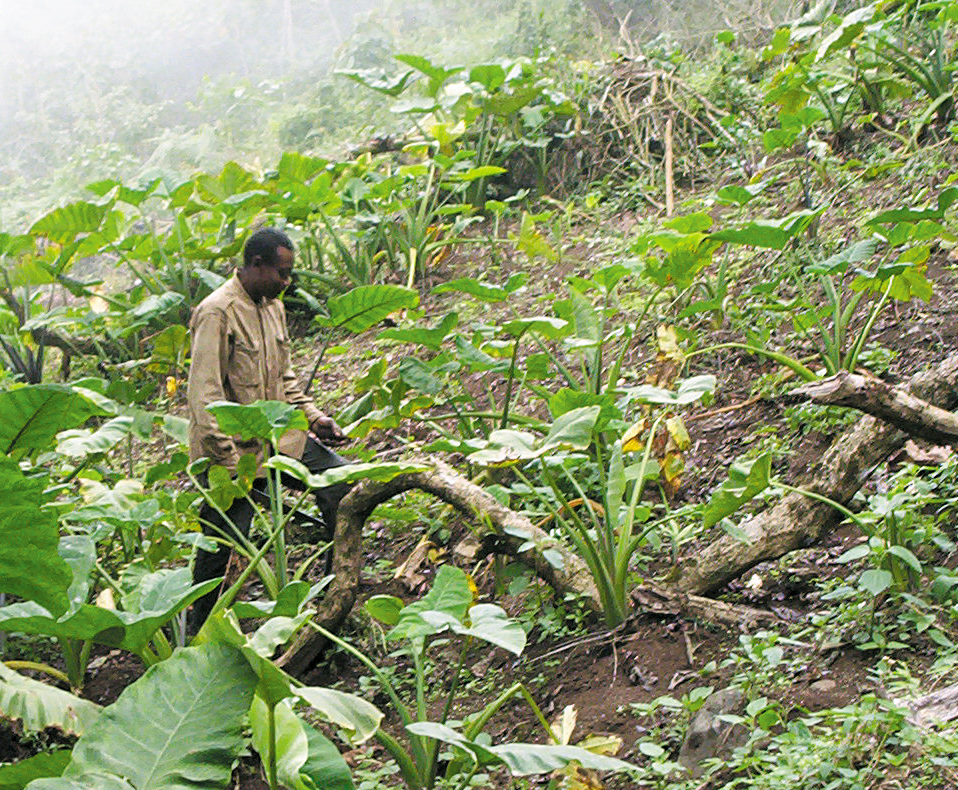
Net zoals de meeste mensen in Sub-Saharisch Afrika doet deze Kameroener man aan zelfvoorzieningslandbouw

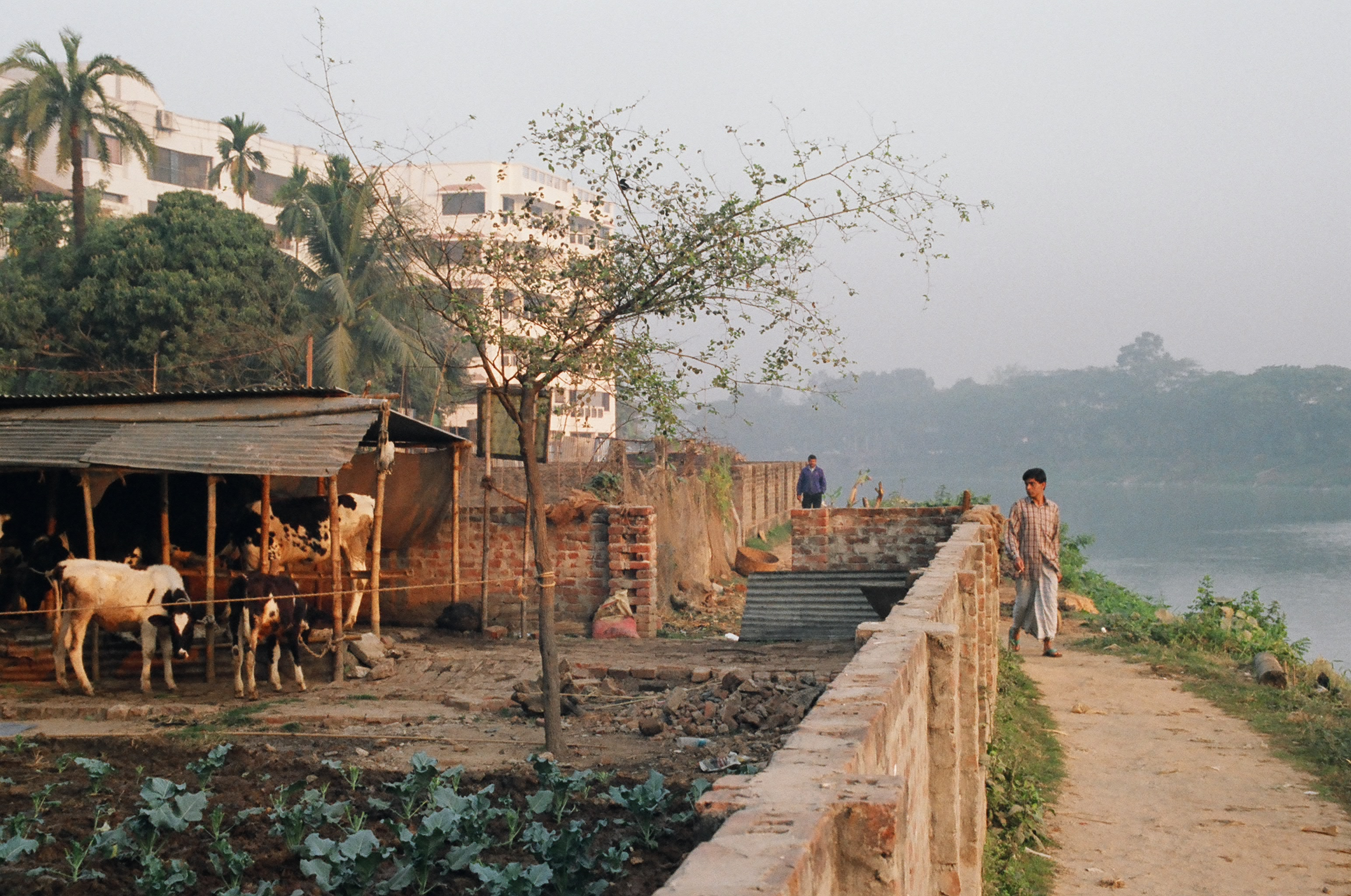
Een boerderijtje in de Bengalese hoofdstad Dhaka, ook gebruikt voor zelfvoorziening

Zelfvoorzieningslandbouw is een vorm van landbouw en bestaanseconomie waarin de boer alleen voor eigen gezin of familie gewassen verbouwt, niet om te verkopen. Een typische zelfvoorzieningsboerderij heeft een scala aan gewassen en dieren om de familie het hele jaar van voedsel te voorzien.
Zelfvoorzieningslandbouw is begonnen in de neolithische revolutie, in de tijd dat de mensen zich begonnen te vestigen in de Nijl-, de Eufraat- en de Indusvalleien. Het verschijnsel domineerde de landbouw duizenden jaren lang, totdat uiteindelijk het kapitalisme wijdverspreid geraakte. Het is mogelijk dat zelfvoorzieningshorticultuur al eerder in Zuidoost-Azië en Papoea-Nieuw-Guinea zich gehandhaafd had.
Zelfvoorzieningslandbouw wordt tegenwoordig nog grotendeels bedreven in het Afrikaanse binnenland en meerdere landen in Azië en Zuid-Amerika. Zelfvoorzieningslandbouw was sinds de Eerste Wereldoorlog grotendeels verdwenen in Europa en in de VS door het verdwijnen van de deelpacht uit het Diepe Zuiden en het Middenwesten in 1930-1940. In Centraal- en Oost-Europa wordt sinds 1990 weer een vorm van zelfvoorzieningslandbouw gevoerd.